# Costa Banzare
La costa Banzare (en inglés, Banzare Coast) es un sector de la costa de la Tierra de Wilkes en la Antártida Oriental. Se extiende entre el cabo Southard (66°32′S 122°05′E / -66.533, 122.083), límite con la costa Sabrina, y el cabo Morse (66°15′S 130°10′E / -66.250, 130.167), límite con la costa Clarie.
La barrera de hielo Universidad de Moscú se encuentra en el extremo occidental de la costa Banzare. Esta barrera fue nombrada por la Expedición Antártica Soviética en 1958. El cabo Goodenough en la entrada oeste de la bahía Porpoise es el punto más saliente de la costa Banzare y el extremo norte de las alturas denominadas Norths Highland. La barrera de hielo Voyeykov se extiende en la costa desde la bahía Paulding y el cabo Goodenough.
El área es reclamada por Australia como parte del Territorio Antártico Australiano, pero está sujeta a las restricciones establecidas por el Tratado Antártico.
La costa Banzare fue avistada desde el aire por la Expedición de investigación antártica británica, australiana y neozelandesa (1930-1931) liderada por Douglas Mawson, cuyo acrónimo BANZARE fue utilizado para denominar a esta costa. El cabo Southard fue delineado por fotografías aéreas de la Operación Highjump (1946-1947). En la misma expedición se delineó el cabo Morse, que marca la entrada este de la bahía Porpoise. 